# John McCloskey
John McCloskey (Brooklyn, 10 de marzo de 1810-Nueva York, 10 de octubre de 1885) fue un prelado estadounidense de la Iglesia católica. Fue arzobispo de Nueva York de 1864 hasta su muerte en 1885, después de haber servido como obispo de Albany (1847–64). En 1875, se convirtió en el primer cardenal de Estados Unidos.

## Biografía
Estudió primero en el Mount St. Mary's College and Seminary en Emmitsburg (Maryland) y después en la Pontificia Universidad Gregoriana en Roma.
El 12 de enero de 1834 fue ordenado sacerdote en Nueva York.
Hasta 1837 realizó ulteriores estudios en Roma y luego volvió a los Estados Unidos, donde realizó actividad pastoral y de enseñanza.
Nombrado obispo titular de Azieri el 21 de noviembre de 1843, fue consagrado el 10 de marzo de 1844 en Nueva York.
El 21 de mayo de 1847 fue nombrado obispo de Albany, primer obispo de la diócesis recién creada.
En 1864 fue nombrado arzobispo de Nueva York.
Participó en el Concilio Vaticano I.
El Papa Pío IX lo elevó al rango de cardenal en el consistorio del 15 de marzo de 1875, con el título de cardenal presbítero de Santa María sobre Minerva: fue el primer estadounidense en ser elevado al purpurado.
Fue a Roma, para participar en el cónclave de 1878 donde el papa León XIII fue elegido.
Murió a la edad de 75 años y su cuerpo fue enterrado en la catedral de Nueva York.